# Carl Wüstnei
Carl Wüstnei (* 19. September 1843 in Schwerin; † 21. Dezember 1902 ebenda) war ein mecklenburgischer, vor allem in Preußen tätiger Eisenbahnbaurat sowie Ornithologe.

## Leben

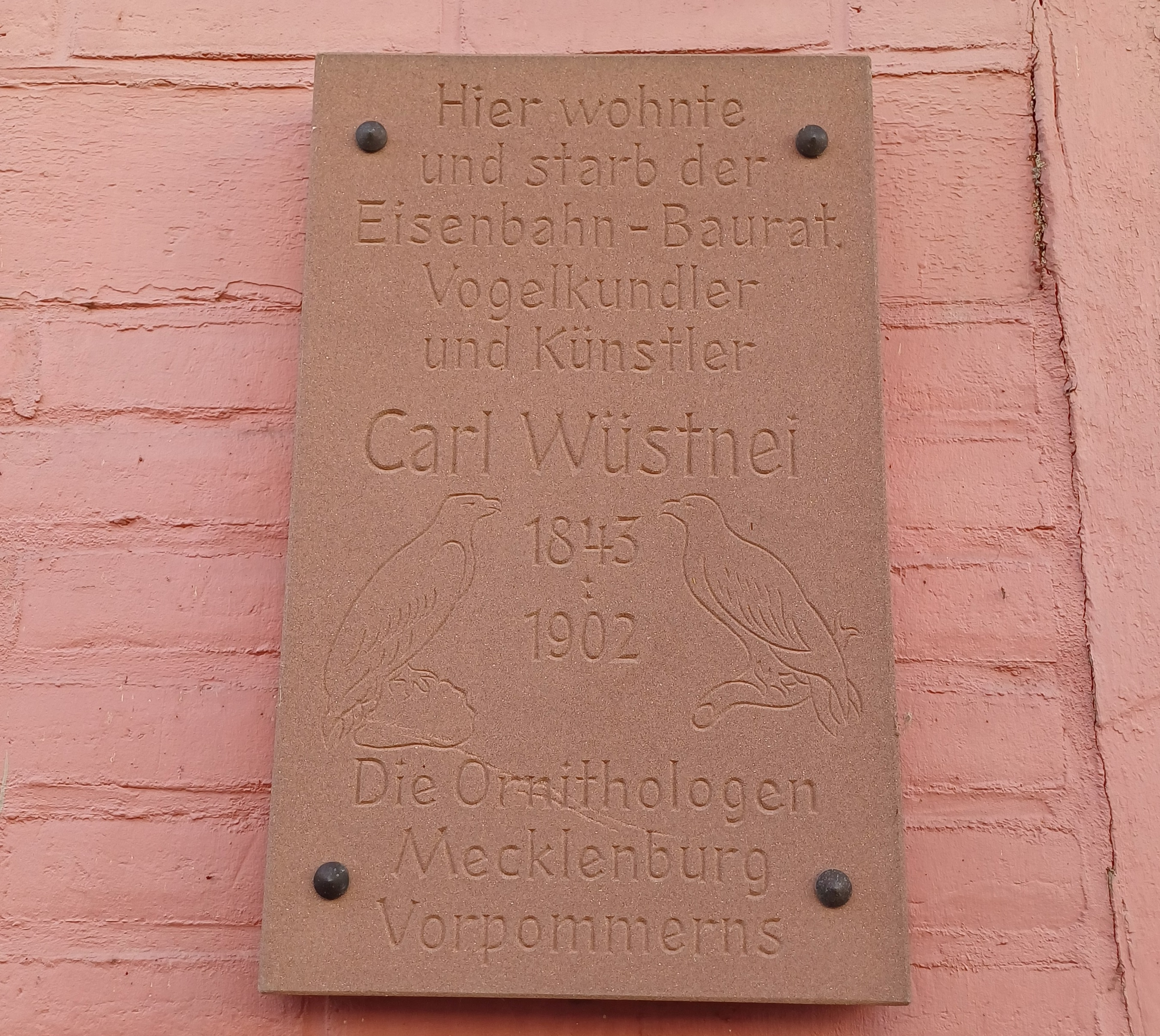
Gedenktafel an Wüstneis Wohn- und Sterbehaus in der Mühlenstraße (Schwerin)

Carl Wüstnei war ein Sohn des gleichnamigen Pädagogen und Biologen Karl Georg Gustav Wüstnei (1810–1858). Er besuchte das Gymnasium Fridericianum Schwerin. Nach dem frühen Tod des Vaters war an ein Studium zunächst nicht mehr zu denken. Er machte eine Lehre zum Maschinenbauer in der Hauptreparaturwerkstatt der Friedrich-Franz-Eisenbahn in Schwerin. Für zwei Jahre arbeitete er in der Brockelmannschen Eisengießerei und Maschinenfabrik in Güstrow. 1865 begann er ein Studium an der
Königlichen Gewerke-Akademie in Berlin. Nach seinem Examen trat er in den Dienst der Preußischen Staatseisenbahnen und als Königlicher Eisenbahn-Baurat beim Bau von Eisenbahnstrecken tätig.
Seinen Ruhestand ab 1895 verlebte er in Schwerin. Er erforschte die mecklenburgische Vogelwelt. 1897 unternahm ornithologische Reise nach Sylt. Gemeinsam mit Gustav Clodius führte er eine Zählung der Weißstörche in Mecklenburg durch. Von 1859 bis 1897 führte er ein Tagebuch über seine ornithologischen Beobachtungen. Seit 1861 war er Mitglied des Vereins der Freunde der Naturgeschichte in Mecklenburg.

## Werke
- Hrsg. (mit Gustav Clodius): Die Vögel der Großherzogthümer Mecklenburg. 1900 Digitalisat: urn:nbn:de:hebis:30-1037586
- Ornithologisches Tagebuch und Notizen. (Hrsg. von Peter Hauff und Bruno Kaiser) 1988